# Thraupidae
Famille
Les Thraupidae (ou thraupidés en français) sont une famille de passereaux répartis à travers le continent américain et constituée d'une centaine de genres et de près de 400 espèces telles que les tangaras, les callistes ou encore les organistes. Elle comprend aussi les conirostres, les dacnis, les guit-guits, les percefleurs, les phrygiles, les mélanodères, les araguiras, les haplospizes, les lophospingues, les nésospizes, les Diuca gris, les chipius, les sicales, les tardivoles, les embernagres, les sporophiles, les cataménies, les géospizes et les zénas. Certaines dénominations ne concernent qu'une seule espèce : tersine, iridophane, xénodacnis, urotangara, oréotangara, charitospize, saltatricule, coryphaspize, rhodospingue, bec-en-cheville, donacospize, rowettie, idiopsar, piézorhin, xénospingue, jacarini, pique-orange, moisson, spizin et tête-de-peluche.

## Systématique
À la suite des travaux de Charles Gald Sibley et Burt Monroe, les Thraupidae ont été temporairement considérés comme une sous-famille des Fringillidés avant de retrouver leur statut.
Les études phylogéniques de Burns et al. (2003) et de Klika et al. (2007), montrent que les espèces des genres Chlorothraupis, Amaurospiza, Piranga, Habia sont des Cardinalidae et non des Thraupidae, et que les espèces des genres Parkerthraustes et Saltator sont plus vraisemblablement des Thraupidae que des Cardinalidae.
Les travaux phylogénétiques de Yuri et Mindell (2002), puis Burns et Naoki (2004), ont démontré que le genre Paroaria est parent des genres Neothraupis, Cissopis et Schistochlamys, tous de la famille des Thraupidae. L'étude de Burns et Naoki a aussi montré que le genre est très proche génétiquement du genre Thraupis, le genre type des Thraupidae.

## Liste alphabétique des genres
D'après la classification de référence (version 14.2, 2025) du Congrès ornithologique international :
- Acanthidops (1 espèce)
- Anisognathus (5 espèces)
- Asemospiza (2 espèces)
- Bangsia (6 espèces)
- Buthraupis (1 espèce)
- Calochaetes (1 espèce)
- Camarhynchus (5 espèces)
- Castanozoster (1 espèce)
- Catamblyrhynchus (1 espèce)
- Catamenia (3 espèces)
- Certhidea (2 espèces)
- Chalcothraupis (1 espèce)
- Charitospiza (1 espèce)
- Chlorochrysa (3 espèces)
- Chlorophanes (1 espèce)
- Chlorornis (1 espèce)
- Chrysothlypis (2 espèces)
- Cissopis (1 espèce)
- Cnemathraupis (2 espèces)
- Cnemoscopus (1 espèce)
- Compsothraupis (1 espèce)
- Coereba (1 espèce)
- Conirostrum (11 espèces)
- Conothraupis (2 espèces)
- Coryphaspiza (1 espèce)
- Coryphospingus (2 espèces)
- Creurgops (2 espèces)
- Cyanerpes (4 espèces)
- Cyanicterus (1 espèce)
- Cypsnagra (1 espèce)
- Dacnis (10 espèces)
- Diglossa (18 espèces)
- Diuca (1 espèce)
- Dubusia (4 espèces)
- Donacospiza (1 espèce)
- Emberizoides (3 espèces)
- Embernagra (2 espèces)
- Eucometis (1 espèce)
- Euneornis (1 espèce)
- Geospiza (9 espèces)
- Geospizopsis (2 espèces)
- Gubernatrix (1 espèce)
- Haplospiza (2 espèces)
- Heliothraupis (1 espèce)
- Hemithraupis (3 espèces)
- Heterospingus (2 espèces)
- Idiopsar (4 espèces)
- Incaspiza (5 espèces)
- Iridophanes (1 espèce)
- Iridosornis (5 espèces)
- Ixothraupis (5 espèces)
- Kleinothraupis (5 espèces)
- Lanio (4 espèces)
- Lophospingus (2 espèces)
- Loriotus (3 espèces)
- Loxigilla (2 espèces)
- Loxipasser (1 espèce)
- Melanodera (2 espèces)
- Melanospiza (2 espèces)
- Melopyrrha (5 espèces)
- Microspingus (8 espèces)
- Nemosia (2 espèces)
- Neothraupis (1 espèce)
- Nephelornis (1 espèce)
- Nesospiza (3 espèces)
- Orchesticus (1 espèce)
- Paroaria (6 espèces)
- Phonipara (1 espèce)
- Parkerthraustes (1 espèce)
- Phrygilus (4 espèces)
- Piezorina (1 espèce)
- Pinaroloxias (1 espèce)
- Pipraeidea (1 espèce)
- Platyspiza (1 espèce)
- Poecilostreptus (2 espèces)
- Poospiza (10 espèces)
- Poospizopsis (2 espèces)
- Pseudosaltator (1 espèce)
- Pseudospingus (2 espèce)
- Ramphocelus (9 espèces)
- Rauenia (1 espèce)
- Rhodospingus (1 espèce)
- Rhopospina (4 espèces)
- Rowettia (1 espèce)
- Saltator (16 espèces)
- Saltatricula (2 espèces)
- Schistochlamys (2 espèces)
- Sericossypha (1 espèce)
- Sicalis (13 espèces)
- Sphenopsis (4 espèces)
- Sporathraupis  (1 espèce)
- Sporophila (41 espèces)
- Stephanophorus (1 espèce)
- Stilpnia (14 espèces)
- Tachyphonus (5 espèces)
- Tangara (28 espèces)
- Tephrophilus (1 espèce)
- Tersina (1 espèce)
- Thlypopsis (8 espèces)
- Thraupis (7 espèces)
- Tiaris (1 espèce)
- Trichothraupis (1 espèce)
- Urothraupis (1 espèce)
- Volatinia (1 espèce)
- Wetmorethraupis (1 espèce)
- Xenodacnis (2 espèces)
- Xenospingus (1 espèce)

## Liste des espèces
D'après la classification de référence (version 5.2, 2015) du Congrès ornithologique international (ordre phylogénique) :